# Dolichogyna mulleri
Dolichogyna mulleri är en tvåvingeart som beskrevs av Fluke 1951. Dolichogyna mulleri ingår i släktet Dolichogyna och familjen blomflugor. Inga underarter finns listade i Catalogue of Life.